# 劉邕 (蜀漢)
劉 邕（りゅう よう、生没年不詳）は、後漢末期から三国時代の武将。字は南和。荊州義陽郡の人。子に劉式・劉武らがいる。

## 概要
建安16年（211年）、劉備に付き従って益州に入り、建安19年（214年）に益州が平定された後に、江陽太守に任命された。
建興年間（223年 - 237年）、次第に昇進し、監軍・後将軍・関内侯を加えられ、その後死去した。
蔣琬は諸葛亮から茂才に推挙されると、これを固辞して代わりの者を推挙し、その中の一人に劉邕を挙げている。
蜀の名臣を讃える楊戯の『季漢輔臣賛』では劉邕を篤実と評し、軍事の任務につき、辺境の地で活躍したと評価されている。
息子の劉式が後を継いだ。末子の劉武は文才があり、樊建と並ぶ名声を上げ、尚書の位まで昇進した。